# Center for Ethics and the Digital Society
Das Center for Ethics and the Digital Society (CEDIS) ist eine interdisziplinäre Forschungseinrichtung an der Rheinland-Pfälzischen Technischen Universität Kaiserslautern-Landau. Am CEDIS werden vor allem Grundlagenforschung in den Fächern Ethik und Digitalisierung betreiben und gleichzeitig auch den Wissenstransfer aus diesen Bereichen in die Öffentlichkeit gewährleistet.
Das CEDIS wurde 2020 an der Technischen Universität Kaiserslautern von Katharina Zweig und Karen Joisten im Rahmen einer Forschungsinitiative des Landes Rheinland-Pfalz gegründet.

## Mitglieder
Nachfolgend sind die Sprecherinnen und Sprecher des CEDIS, Stand 2024, aufgeführt:
- Karen Joisten (Philosophie) – Sprecherin
- Mandy Schiefner-Rohs (Allgemeine Pädagogik) – Co-Sprecherin
- Ralf Becker (Philosophie) – Co-Sprecher
- Jan Georg Schneider (Germanistik) – Co-Sprecher

Neben diesen Personen gibt es noch weitere Mitglieder des CEDIS.

## Ziele und Aufgaben
Ziele und Aufgaben des CEDIS ist unter anderem die Analyse von Chancen und Risiken der Digitalisierung mithilfe von ethischen, technischen, sozialwissenschaftlichen und anwendungsspezifischen Forschungsperspektiven. Auch ist die Planung und Durchführung gemeinsamer Projekte mit Unternehmen zur verantwortlichen Entwicklung und Anwendung Künstlicher Intelligenz und anderer Software ein weiteres Ziel. Die Formulierung und Abwägung von Handlungsoptionen für Gesellschaft und Politik in diesen Bereichen stellt eine weitere Aufgabe des CEDIS dar.

## Veröffentlichungen (Auswahl)
- Karen Joisten / Neuser, Wolfgang: Aufgaben und Gegenstände einer Technoethik, in: Arnold, Rolf / Lermen, Markus / Rohs, Matthias (Hgg.): Wissenschaftliche Weiterbildung als Zukunftsstrategie. Konzepte und Erfahrungen der TU Kaiserslautern, Baltmannsweiler 2019, S. 135–147.
- Karen Joisten: Homo relationalis. Der Mensch, die Anderen und das In-Bezug-sein, in: Eco-ethica 7 (2018), S. 83–94.
- Katharina A. Zweig, Wolfgang Neuser, Volkmar Pipek, Markus Rohde, Ingo Scholtes: Proceedings of the first workshop on Socioinformatics. Springer Verlag, Heidelberg 2014, ISBN 978-3-319-09377-2.
- Katharina Zweig: Ein Algorithmus hat kein Taktgefühl. Wo künstliche Intelligenz sich irrt, warum uns das betrifft und was wir dagegen tun können. Heyne Verlag, München 2019. ISBN 978-3-453-20730-1.